# Helperus Ritzema van Lier
Helperus Ritzema van Lier, naamsvariant: Helperich, Ritsema (Assen, 4 november 1764 - Kaapstad, 21 maart 1793), was een Nederlands schrijver en predikant die voornamelijk in Zuid-Afrika werkzaam was.
Helperus Ritzema van Lier, zoon van Mr. Johannes van Lier, en Rolina Johanna Hofstede, huwde op 7 januari 1787 Maria Johanna van der Riet. Het huwelijk bracht vier kinderen voort waarvan slechts twee zonen overleefden. Zij zouden na de dood van hun vader terugkeren naar Nederland en door Helperus' oudere broer Petrus worden opgevoed.
Moeder Rolina Johanna had een broer die predikant te Rotterdam was, haar vader was predikant te Groningen.
Van Lier raakte op 27-jarige leeftijd besmet met tuberculose en overleed twee jaar later. Hij kreeg een bescheiden praalgraf bij de Groote Kerk in Kaapstad.

## Luchtvaart
Van Lier maakte naam met een van de eerste Nederlandse boeken over de luchtvaart, de Verhandeling over het algemeen en bijzonder gebruik der aërostatische machines, en de verschijnselen, die dezelve kunnen opleveren uit 1784. Het is een uiteenzetting van de werking en de voor- en nadelen van de luchtballon. Van Lier beschouwde namelijk de luchtballon als het enige middel, waardoor de mens zich in de lucht zou kunnen verheffen, daar in zijn tijd alle andere middelen tekortschoten. Hij zag in de luchtballon dan ook een embleem van Verlichting en vooruitgang. In het boek, waarin hij de gevaren en nuttigheden van het reizen met een luchtballon uiteenzet, spreekt hij tegen dat het gebruik om godsdienstige redenen ongeoorloofd zou zijn.
In dit boek is als bijlage een verslag van de proefneming met een luchtballon door Jan Modderman en Gerrit van Olst gegeven. Laatstgenoemden lieten op 22 maart 1784 met succes voor het eerst in Nederland een luchtballon met daaraan een vogel in een vogelkooitje op.

## Verwijzingen

#### Voetnoten
1. ↑  Alhoewel Ritzema of Ritsema in feite een patroniem is, afgeleid van Ritse, is het hier geen familienaam, zoals in sommige bronnen wordt gesuggereerd.
2. 1 2  Helperus Ritzema van Lier, "Verhandeling over het algemeen en bijzonder gebruik der aërostatische machines, en de verschijnselen, die dezelve kunnen opleveren" (pdf), 1784. Gearchiveerd op 25 juli 2023.
3. ↑  DBNL, Dirk Kuipers respectievelijk Peter Altena, "Geen stervling deed ooit zulk een' smak’ en ‘De Historie en het Einde der Luchtbollen (1786)’". Gearchiveerd op 4 juni 2023.

- Bibliothèque nationale de France: cb150803997 (data)
- Biografisch Portaal: 68800171
- Digitale Bibliotheek voor de Nederlandse Letteren: lier012
- Gemeinsame Normdatei: 1055548653
- International Standard Name Identifier: 0000 0000 6315 4024
- Library of Congress Control Number: n83126973
- Nederlandse Thesaurus van Auteursnamen: 071490132
- Trove: 902491
- Virtual International Authority File: 66757556
- WorldCat: E39PBJrgKrcmRRbB6wpFxxRHYP